# بن هور (فیلم ۱۹۲۵)
بن هور: داستانی از مسیح (انگلیسی: Ben-Hur) یک فیلم درام حماسی و صامت به کارگردانی چارلز برابین است بر پایهٔ رمانی به همین نام اثرِ لو والاس ساخته و در سال ۱۹۲۵ منتشر شد.
در سال ۱۹۹۷ میلادی، کتابخانه کنگره این فیلم را «به‌لحاظ فرهنگی، تاریخی یا زیبایی‌شناختی پُراهمیت» قلمداد کرده و آن را جهت حفظ و نگهداری دائمی به فهرست ملی ثبت فیلم افزود.

## بازیگران

### بازیگران اصلی
- فرانسیس بوشمن
- رامون نووارو
- می مک‌آووی
- بتی برانسون
- کرمل مایرز
- لئو وایت
- فرانسیس بوشمن
- کتلین کی
- نایجل دی برولر
- میچل لوئیس
- فرانک کوری‌یر
- چارلز بلچر
- دیل فولر
- وینتر هال

### دیگر بازیگران
- کلیر مکداول
- جان باریمور
- لیونل باریمور
- کلارنس براون
- گری کوپر
- جوآن کراوفورد
- ماریون دیویس
- داگلاس فربنکس
- سیدنی فرانکلین
- کلارک گیبل
- جنت گینور
- جان گیلبرت
- دوروتی گیش
- لیلین گیش
- ساموئل گلدوین
- روپرت جولیان
- هنری کینگ
- هارولد لوید
- کارول لمبارد
- میرنا لوی
- کولن مور
- مری پیکفورد
- سالی رند
- فی ری
- تام تایلر
- فرانک کوریر
- وینتر هال